# Villa María del Triunfo
Villa María del Triunfo és un districte de la província de Lima al Perú. Situada a l'àrea del Cono Sur de la ciutat de Lima.
Oficialment establert com a districte el 28 de desembre de 1961, l'actual alcalde de Villa María del Triunfo és Juan Castillo, elegit el novembre de 2006.

## Geografia
El districte té una superfície de 70,57 km². El seu centre administratiu està situat 158 metres sobre el nivell del mar.

### Límits
- Cap al nord: La Molina
- A l'est: Pachacámac
- Cap al sud: Villa El Salvador i Lurín
- Cap a l'oest: San Juan de Miraflores

## Demografia
Segons una estimació del 2002 feta per l'INEI, el districte té 329.057 habitants i una densitat de població de 4662,8 persones/km². El 1999, hi havia 71.889 cases en el districte.

Segons Propoli (http://www.propoli.org/quehacemos.htm Arxivat 2005-12-14 a Wayback Machine.) : 

Les activitats econòmiques principals a la regió són: "Escorxador, cevicheros, calçat, confecció, mecànica de metall, turisme."

L'índex de desnutrició és del 14,76%

La proporció de la població sense aigua és del 34,05%

La proporció de la població sense electricitat és del 22,9%